# Pico La Forcanada
La Forcanada o Malh des Pois es un pico de los Pirineos con una altitud 2881 metros, situado en la comarca del Valle de Arán (provincia de Lérida).

## Descripción
El pico de la Forcanada está compuesto por dos picos, que son el Pico Norte de 2881 m s. n. m. y el Pico Sur de 2872 m s. n. m. separados ambos picos por una horquilla a 2847 m de altitud,  siendo claramente visible a gran distancia las dos cimas características de la Forcanada.
El pico de la Forcanada o Malh des Pois está situado en lo más alto del Valle de Era artiga de Lin y del Valle del rio Nere,  en el sureste del Valle de Arán cerca del límite con la comunidad autónoma de Aragón.

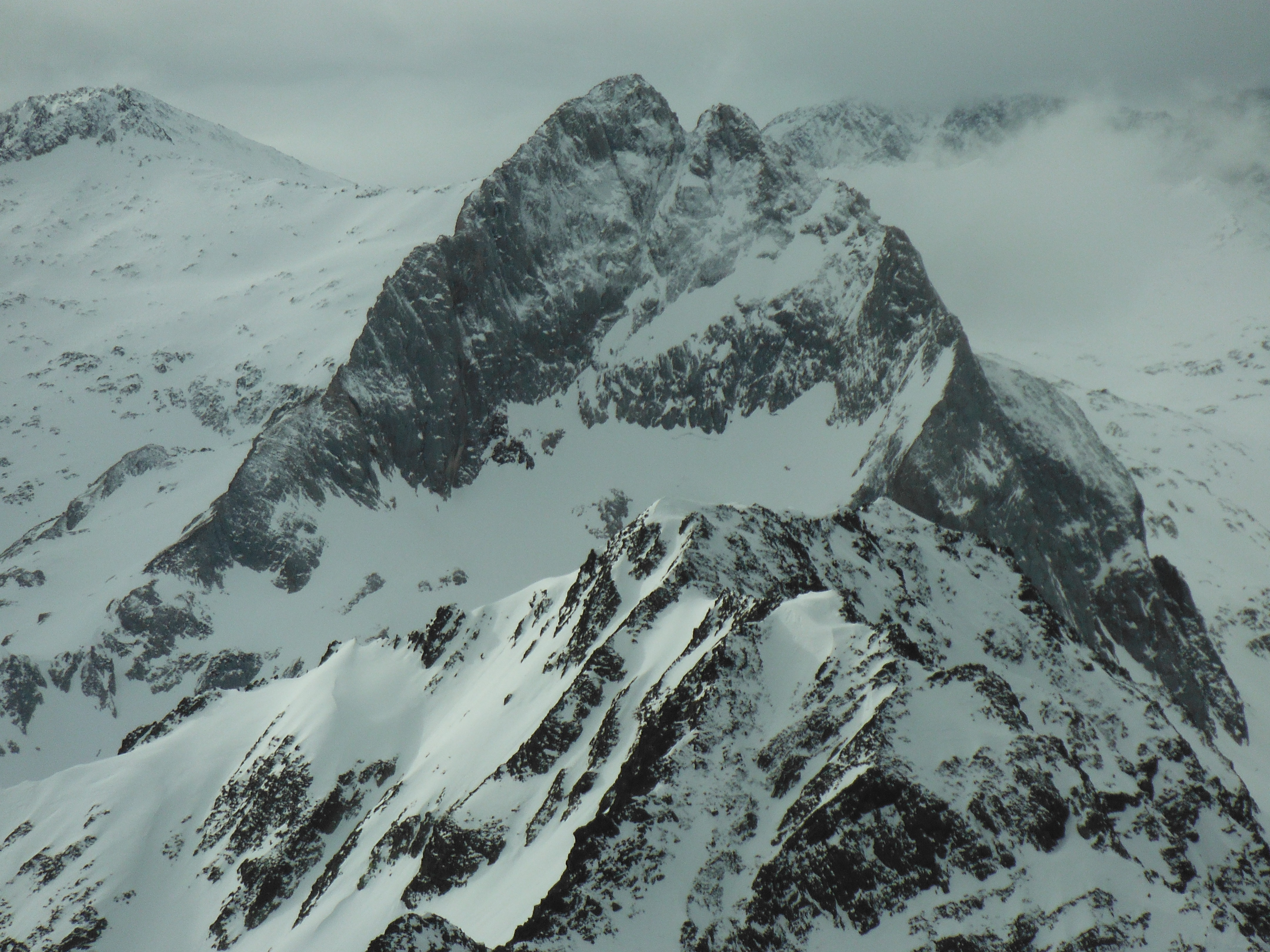
Pico de la Forcanada o Malh des Pois

En la vertiente Norte del pico de la Forcanada se encuentra el Estanhon des Pois y el nacimiento del Barranco des Pois en el valle de Era Artiga de Lin , en la vertiente sureste se encuentra el Lac deth Hòro y el nacimiento del río Nere en el Valle del rio Nere y en la vertiente Oeste se encuentra el Ivón y el río de la Escaleta en la Valleta de la Escaleta .